# 8452 Clay
8452 Clay eller 1978 WB är en asteroid i huvudbältet som upptäcktes den 27 november 1978 av Harvard College Observatory. Den är uppkallad efter Landon och Livinia Clay.
Asteroiden har en diameter på ungefär 3 kilometer och den tillhör asteroidgruppen Massalia.